# Tiger (Hashfunktion)
Tiger ist eine kryptologische Hashfunktion, die von Ross Anderson und Eli Biham im Jahr 1996 entwickelt wurde. Der von Tiger erzeugte Hashwert hat eine Länge von 128, 160 oder 192 Bit. Der Tiger-Algorithmus ist nicht patentiert. Tiger2 ist bis auf Füllmuster am Ende der Nutzdaten identisch mit Tiger.

## Tiger Hashes
Die 192 Bit (24 Byte) langen Tiger-Hashes werden normalerweise als 48-stellige Hexadezimalzahl notiert. Folgendes Beispiel zeigt eine 59 Byte lange ASCII-Eingabe und die zugehörigen Tiger-Hashes:
```
 Tiger("Franz jagt im komplett verwahrlosten Taxi quer durch Bayern") =
 4df42db66c8d84269d4b7157b92a87be717aa1a5834a3050
```

```
 Tiger2("Franz jagt im komplett verwahrlosten Taxi quer durch Bayern") =
 ac228a08cc97a449d85729e6549dbe4cd746df0061522b2c
```

Eine kleine Änderung der Nachricht erzeugt typischerweise einen komplett anderen Hash. Mit Frank statt Franz ergibt sich:
```
 Tiger("Frank jagt im komplett verwahrlosten Taxi quer durch Bayern") =
 9cee0eb7b596ba0f435d42c33ddf8eff7fabb86922aa4bc6
```

```
 Tiger2("Frank jagt im komplett verwahrlosten Taxi quer durch Bayern") =
 5959793d7837abf2cc44dc57b3712c6da5d89cc1df92cd5a
```

Der Hash eines Strings der Länge Null ist:
```
 Tiger("") =
 3293ac630c13f0245f92bbb1766e16167a4e58492dde73f3
```

```
 Tiger2("") =
 4441be75f6018773c206c22745374b924aa8313fef919f41
```